# Telesto rigida
Telesto rigida är en korallart som beskrevs av Wright och Studer 1889. Telesto rigida ingår i släktet Telesto och familjen Clavulariidae. Inga underarter finns listade i Catalogue of Life.